# 다카마도노미야 쓰구코 여왕
쓰구코 여왕(일본어: 承子女王, 1986년 3월 8일~)은 일본의 황족으로 다카마도노미야 노리히토 친왕과 친왕비 히사코의 3녀 중 장녀이며, 다이쇼 천황의 증손녀이자 아키히토의 종질녀이다. 신위는 여왕. 경칭은 전하로 불린다. 오시루시는 싸리. 송전은 보관모란장. 학위는 학사(국제교양학, 와세다 대학). 현재 공익사단법인 전일본양궁연맹 명예총재, 공익사단법인 일본스쿼시협회 명예총재이다.